# 나탈리야 포클론스카야
나탈리야 블라디미로브나 포클론스카야(러시아어: Наталья Владимировна Поклонская, 우크라이나어: Наталія Володимирівна Поклонська 나탈리야 볼로디미리우나 포클론스카[*], 문화어: 나딸리야 뽀끌론스까야, 1980년 3월 18일 ~ )는 크림 공화국의 검사장, 국가두마 의원을 지낸 러시아의 정치인이자 외교관으로, 2021년 10월 13일부터 2022년 2월 2일까지 카보베르데 주재 러시아 연방 전권 대사를 지냈다.
우크라이나의 검사였고 키예프에서 근무하였다. 유로마이단을 비판하였고 우크라이나의 정권 교체를 "반헌법적인 쿠데타"라고 말하였다. 이후 2014년 3월 11일 크림 공화국 검찰총장에 임명되었다. 취임 직후에 가진 기자회견에서 빼어난 미모로 인터넷에서 화제가 되기도 했다.
나탈리야 포클론스카야는 1980년 3월 18일 소련 보로실로프그라드 주(현재의 우크라이나 루한스크주) 미하일로프카에서 태어났다. 1990년대 후반, 가족과 함께 크림 자치 공화국의 옙파토리야로 이주하였다. 포클론스카야는 2002년 하르키우 국립 총무 대학의 옙파토리야 캠퍼스를 졸업하였다. 이후 우크라이나 검찰청에서 보조 검사로 근무를 시작하였다. 2002년부터 2006년까지 크림 자치 공화국 크라스노그바르데이스키 구 보좌관, 2006년부터 2010년까지 옙파토리야 보좌관을 역임하였다. 2010년과 2011년 사이에는 크림 자치 공화국 검찰청에서 조직 범죄를 단속하는 감시 법률 집행부의 차장으로 활동하였다.
하토야마 유키오 전 일본 총리의 크림반도 방문에 동행하였으며, 우크라이나 검찰에 의해 국가반역죄로 기소되어 현상수배 상태에 있다. 2016년부터 2021년까지 국가두마 의원을 지냈으며, 2021년 10월 13일부터 2022년 2월 2일까지 카보베르데 공화국 주재 러시아 연방 특명전권대사를 역임했다. 2022년 6월 14일부터 현재까지 러시아 연방 검찰총장 고문으로 수행하고 있다.

## 인터넷 팬 아트

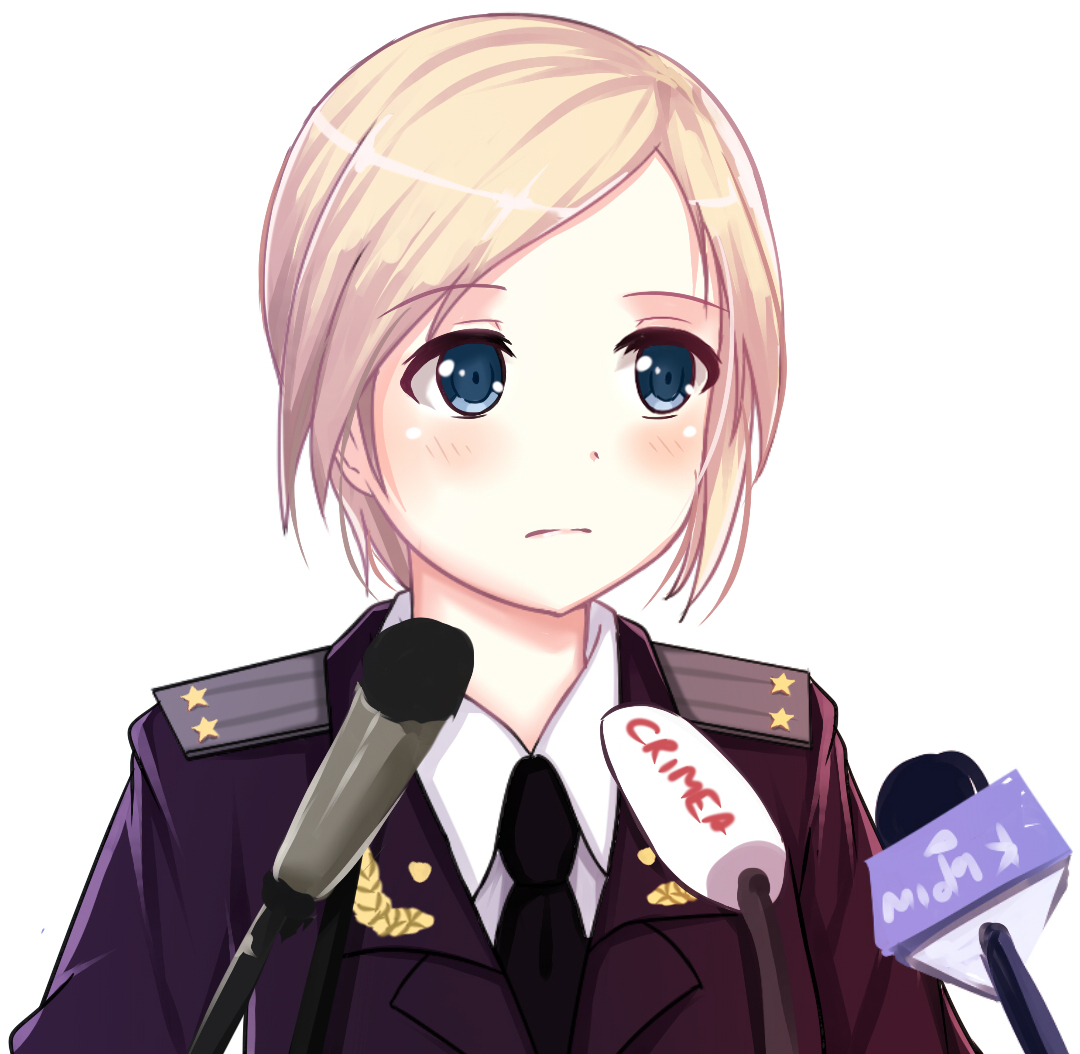
작가: Itachi Kanade
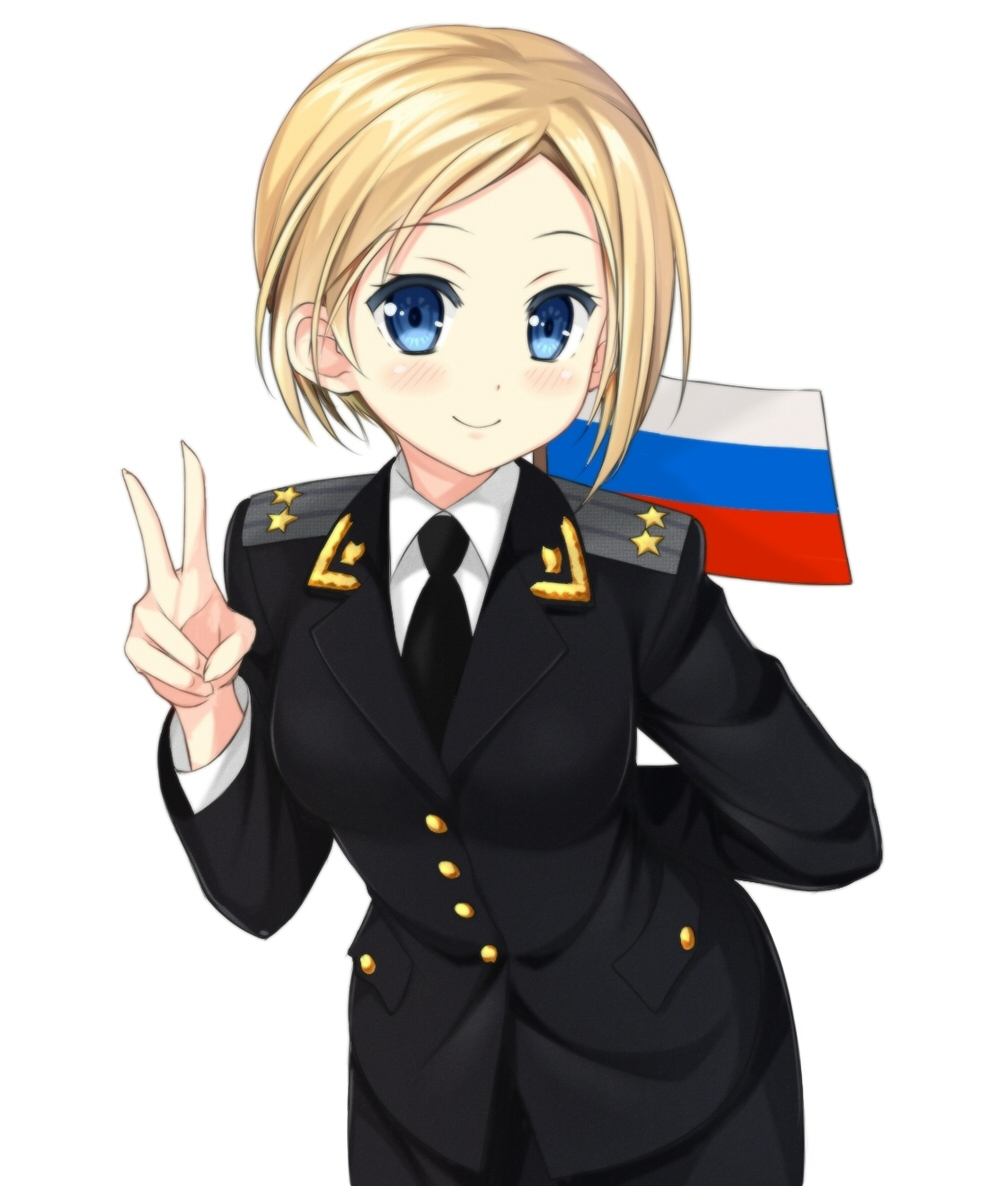
작가: phanc002
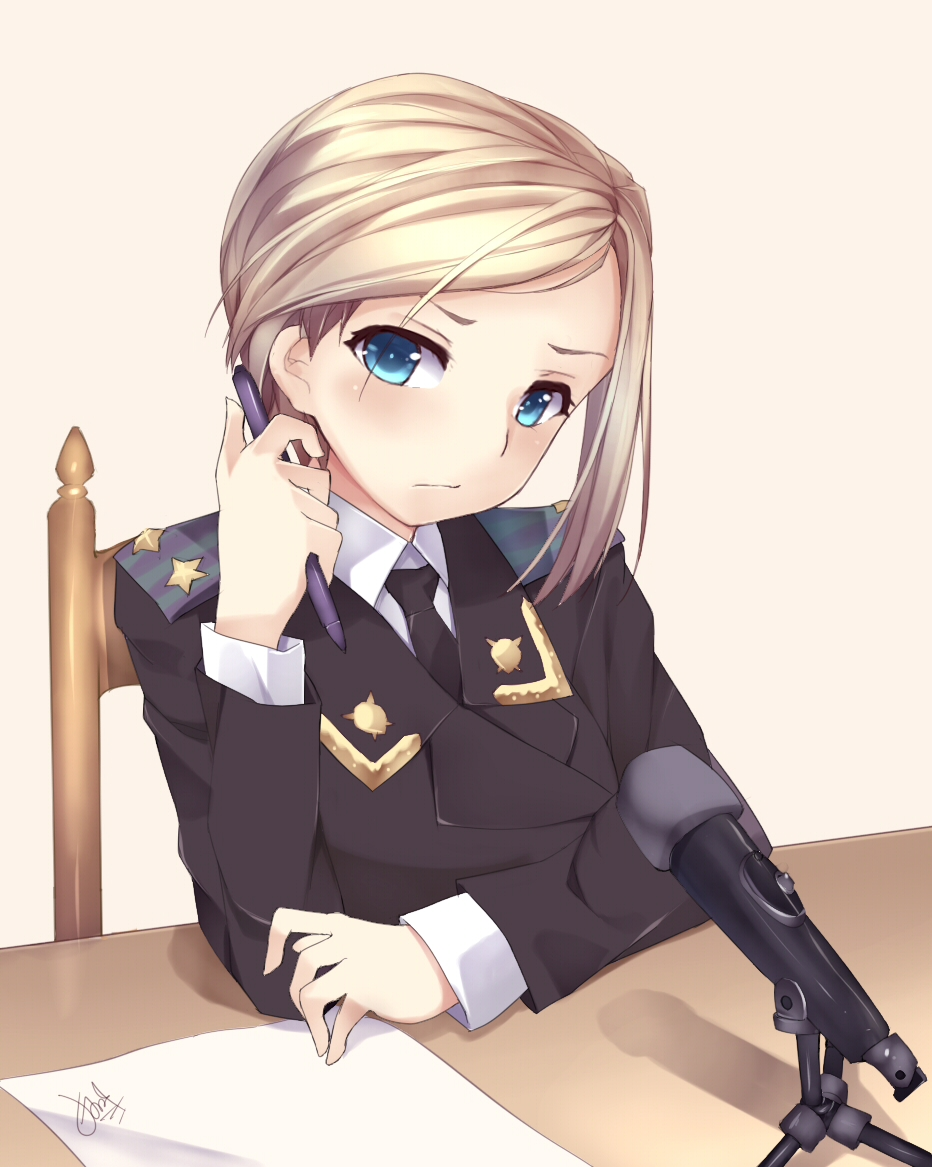
작가: BonKiru
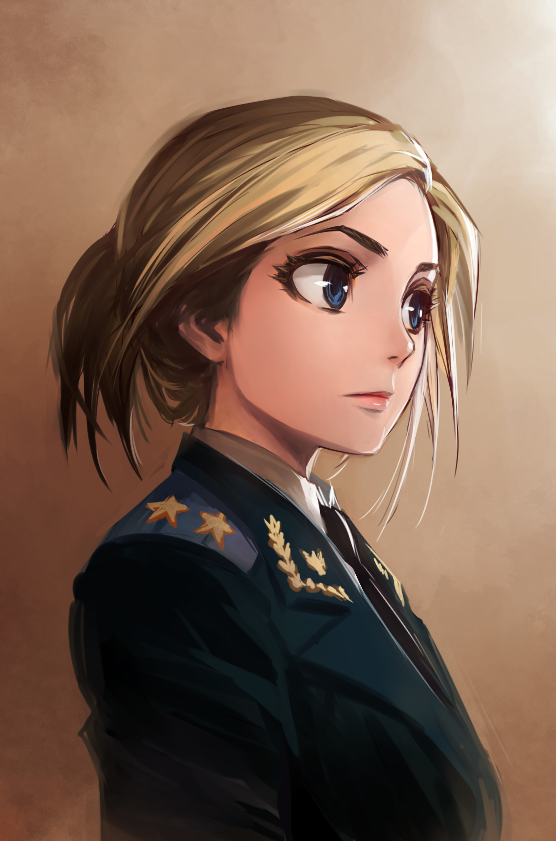
작가: Kriss Sison
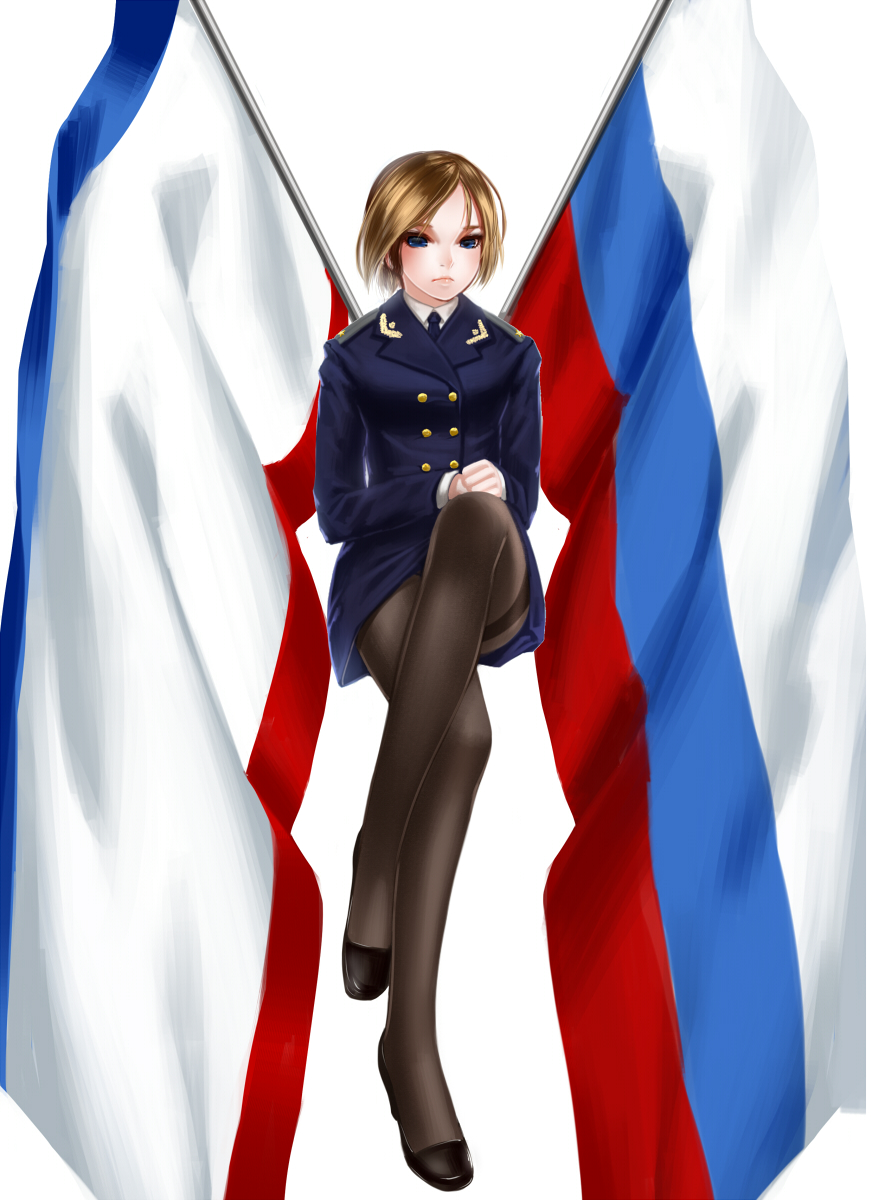
작가: RAIL
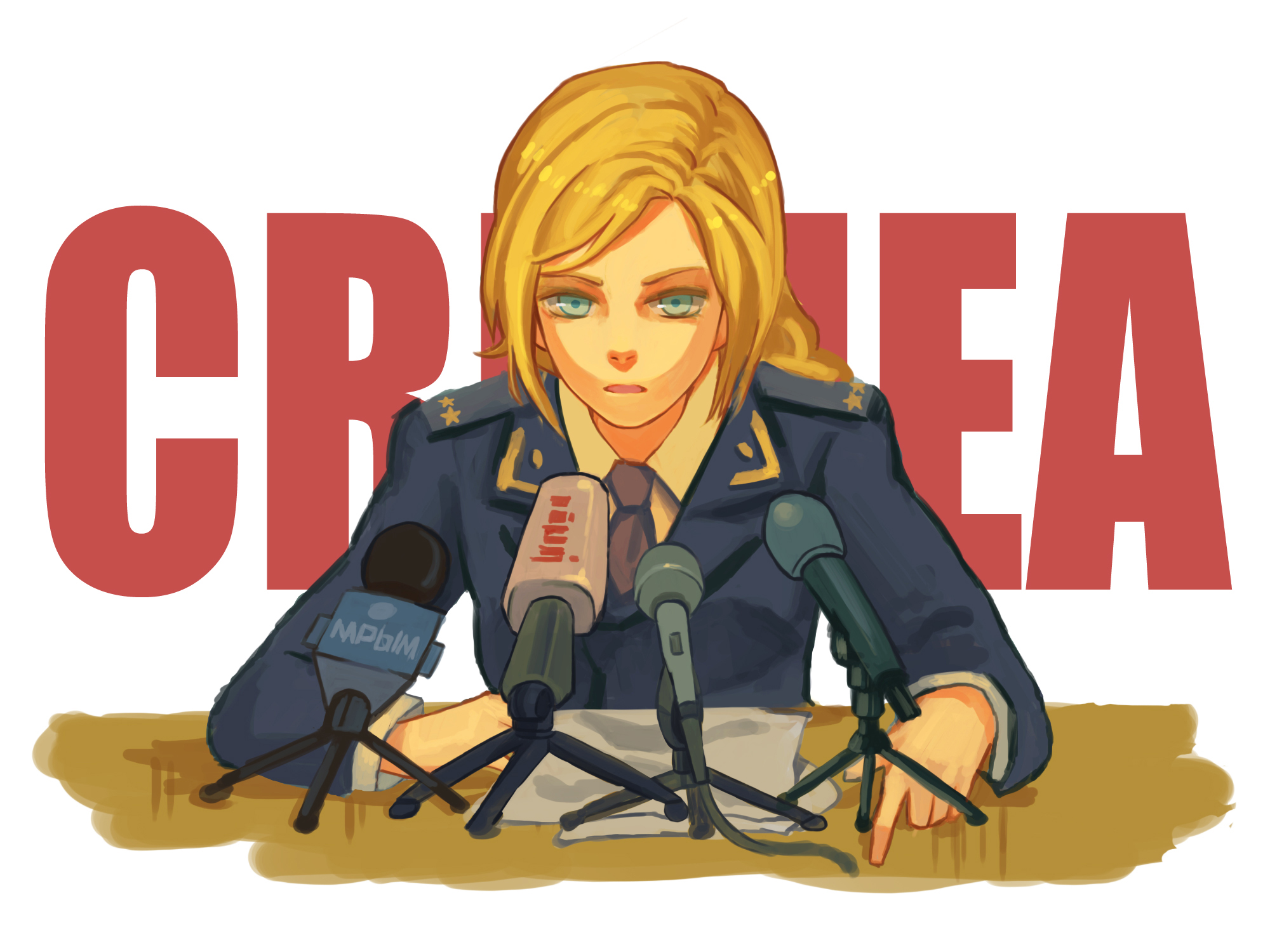
작가: 薫 (Kaori)
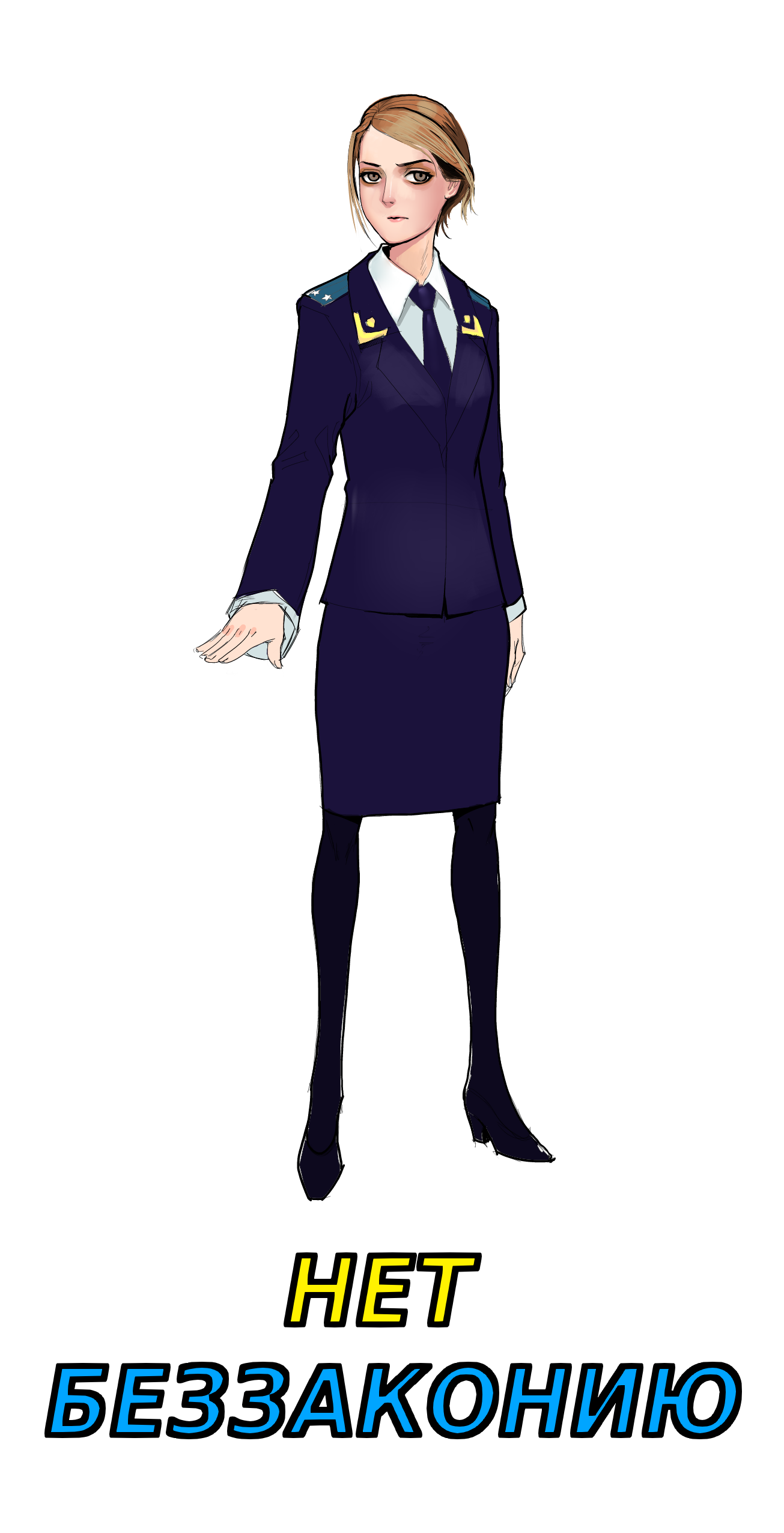
작가: Smolev Max (drsmolev)
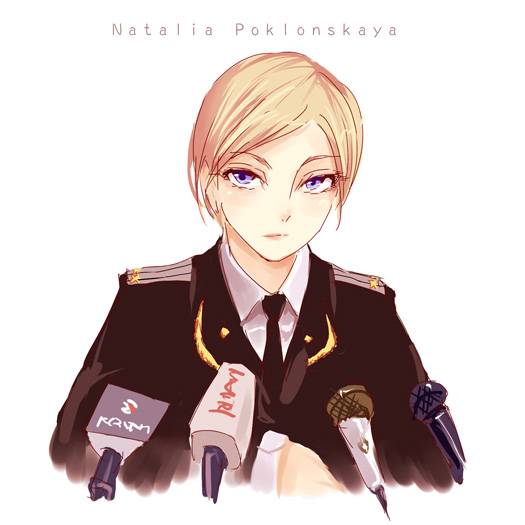
작가: ASLE